# Campeonato Brasileiro de League of Legends de 2024
O Campeonato Brasileiro de League of Legends de 2024 ou CBLOL 2024, foi a 13ª edição do torneio competitivo de esporte eletrônico de League of Legends no Brasil,  organizado anualmente pela Riot Games. Participam do torneio 10 equipes associadas à um sistema de franquias durante todo o campeonato, dividido em duas etapas. A disputa adotou o mesmo formato dos anos anteriores com algumas mudanças, uma fase de pontos corridos, com partidas de ida e volta e uma fase eliminatória com dupla eliminação.
A Primeira Etapa foi iniciada no dia 20 de janeiro de 2024 e finalizada no dia 20 de abril do mesmo ano, na Arena CBLOL, em São Paulo, onde a LOUD se sagrou tetracampeã consecutiva ao vencer novamente a paiN Gaming por 3–2.
A Segunda Etapa ocorreu entre 1º de junho de 2024 e 7 de setembro, a final foi sediada no Estádio Jornalista Felipe Drummond em Belo Horizonte, onde após cinco finais consecutivas paiN Gaming conquistou seu tetracampeonato, vencendo a Vivo Keyd Stars por 3–1.
No dia 11 de junho de 2024, a organizadora anunciou o fim do CBLOL e a fusão do torneio com a Liga Latinoamerica e a League Championship Series numa liga interregional, a Liga das Americas, decretando essa como a última edição do CBLOL.

## Participantes
| Acr. | Equipe             | Títulos                                | Última participação                 |
| ---- | ------------------ | -------------------------------------- | ----------------------------------- |
| FX   | Fluxo              |                                        | 6º lugar                            |
| FUR  | FURIA              |                                        | Não se classificou para os playoffs |
| ITZ  | INTZ               | 2015-1, 2016-1, 2016-2, 2019-1, 2020-2 | 4º lugar                            |
| KBM  | KaBuM! Esports     | 2014-2, 2018-1, 2018-2, 2020-1         | Não se classificou para os playoffs |
| LBR  | Liberty            |                                        | Não se classificou para os playoffs |
| LOS  | Los Grandes        | 2017-2                                 | Não se classificou para os playoffs |
| LLL  | LOUD               | 2022-2, 2023-1, 2023-2, 2024-1         | Atual campeã                        |
| PNG  | paiN Gaming        | 2013, 2015-2, 2021-1                   | Vice-campeã                         |
| RED  | RED Canids Kalunga | 2017-1, 2021-2, 2022-1                 | 3º lugar                            |
| VKS  | Vivo Keyd Stars    | 2014-1                                 | 5º lugar                            |

## Transmissão
O CBLOL 2024 é transmitido oficialmente pelos canais oficiais do torneio no YouTube CBLOL e na Twitch CBLOL e CBLOL English, as co-transmissões são:
| Fixos      | Fixos          | Fixos          | Fixos  |
| Plataforma | Canal          | Split          | Idioma |
| ---------- | -------------- | -------------- | ------ |
| YouTube    | BaianoTV       | Temporada      | PT-BR  |
| YouTube    | QUE AULA!      | Temporada      | PT-BR  |
| Twitch     | Baiano         | Temporada      | PT-BR  |
| Twitch     | ABSOLUTT       | Temporada      | PT-BR  |
| Twitch     | Kennzy         | Primeira Etapa | PT-BR  |
| Twitch     | ReveLAHCasters | Temporada      | PT-BR  |
| Twitch     | Tockers        | Segunda Etapa  | PT-BR  |
| Twitch     | Jukes          | Segunda Etapa  | PT-BR  |
| Twitch     | aXt            | Segunda Etapa  | PT-BR  |
| Twitch     | drawyu         | Segunda Etapa  | PT-BR  |
| Twitch     | Veggie         | Segunda Etapa  | PT-BR  |
| Twitch     | Veronika Volt  | Segunda Etapa  | PT-BR  |
| Twitch     | Yetz           | Segunda Etapa  | PT-BR  |
| Twitch     | imls           | Temporada      | EN-US  |
| Rotativos  |                |                |        |
| Twitch     | brTT           | Primeira Etapa | PT-BR  |
| Twitch     | sabrinoca      | Primeira Etapa | PT-BR  |
| TV         | SporTV         | Temporada      | PT-BR  |

Semanalmente, cada equipe do CBLOL pode realizar a transmissão por um streamer próprio... são eles:
| Plataforma                                   | Canal     | Equipe         | Notas                                           |
| -------------------------------------------- | --------- | -------------- | ----------------------------------------------- |
| Twitch                                       | aXt       | KaBuM! Esports | Sábados, na Segunda Etapa se tornou stream fixo |
| Twitch                                       | Yetz      | KaBuM! Esports | Domingos na Segunda Etapa se tornou stream fixo |
| Twitch                                       | Luna      | Los Grandes    |                                                 |
| Twitch                                       | Griff     | Fluxo          |                                                 |
| Twitch                                       | Kami      | paiN Gaming    |                                                 |
| Twitch                                       | gabepeixe | LOUD           |                                                 |
| Twitch                                       | Shini     | INTZ           |                                                 |
| Todas as transmissões em Português do Brasil |           |                |                                                 |

Fonte: 

## Primeira Etapa

### Formato
1. Etapa Regular:
  - Jogos em formato MD1 (melhor de 1);
  - Partidas de ida e volta;
  - As 6 mais bem classificados avançam aos Playoffs.
2. Playoffs:
  - Formato de eliminação dupla;
  - Todos os times na Chave Superior;
  - 1° e 2° avançam direto para a Rodada 2, onde o 1º colocado da Etapa Regular escolhe o próximo adversário, optando pelo vencedor do chaveamento escolhido.
  - 4° vs 5° e 3° vs 6° na Rodada 1;
  - As séries dos Playoffs são MD5 (melhor de 5);
  - O campeão se classifica para o Mid-Season Invitational 2024.

- Critérios de desempate (Etapa Regular):
  1. Confrontos diretos entre os dois times empatados;
  2. Partida MD1 para desempatar;

Fonte:

### Sede
| São Paulo               |
| ----------------------- |
| Arena CBLOL             |
| Fase Regular e Playoffs |
| Capacidade: 142         |
| São Paulo               |

### Etapa Regular

#### Tabela de classificação
| Pos | Equipe             | J  | V  | E | D  | Classificado                             |
| --- | ------------------ | -- | -- | - | -- | ---------------------------------------- |
| 1   | Vivo Keyd Stars    | 18 | 13 | 0 | 5  | Classificados para Rodada 2 dos Playoffs |
| 2   | LOUD               | 18 | 12 | 0 | 6  | Classificados para Rodada 2 dos Playoffs |
| 3   | RED Canids Kalunga | 18 | 12 | 0 | 6  | Classificados para Rodada 1 dos Playoffs |
| 4   | paiN Gaming        | 18 | 11 | 0 | 7  | Classificados para Rodada 1 dos Playoffs |
| 5   | KaBuM! Esports     | 18 | 10 | 0 | 8  | Classificados para Rodada 1 dos Playoffs |
| 6   | LOS                | 18 | 9  | 0 | 9  | Classificados para Rodada 1 dos Playoffs |
| 7   | Liberty            | 18 | 9  | 0 | 9  | Eliminado                                |
| 8   | Fluxo              | 18 | 7  | 0 | 11 | Eliminado                                |
| 9   | FURIA              | 18 | 4  | 0 | 14 | Eliminado                                |
| 10  | INTZ               | 18 | 3  | 0 | 15 | Eliminado                                |

#### Confrontos
| Mandante \ Visitante | FX  | FUR | ITZ | KBM | LBR | LOS | LLL | PNG | RED | VKS |
| -------------------- | --- | --- | --- | --- | --- | --- | --- | --- | --- | --- |
| Fluxo                | —   | 1–0 | 1–0 | 0–1 | 1–0 | 0–1 | 0–1 | 0–1 | 0–1 | 0–1 |
| FURIA                | 0–1 | —   | 1–0 | 0–1 | 1–0 | 0–1 | 0–1 | 0–1 | 0–1 | 0–1 |
| INTZ                 | 1–0 | 0–1 | —   | 1–0 | 0–1 | 0–1 | 0–1 | 0–1 | 1–0 | 0–1 |
| KaBuM!               | 0–1 | 1–0 | 1–0 | —   | 0–1 | 0–1 | 1–0 | 0–1 | 1–0 | 1–0 |
| Liberty              | 1–0 | 1–0 | 1–0 | 0–1 | —   | 0–1 | 1–0 | 1–0 | 0–1 | 1–0 |
| LOS                  | 1–0 | 0–1 | 1–0 | 0–1 | 1–0 | —   | 1–0 | 0–1 | 0–1 | 0–1 |
| LOUD                 | 1–0 | 1–0 | 1–0 | 1–0 | 1–0 | 1–0 | —   | 1–0 | 1–0 | 0–1 |
| paiN Gaming          | 0–1 | 1–0 | 1–0 | 0–1 | 0–1 | 1–0 | 1–0 | —   | 1–0 | 1–0 |
| RED Canids           | 0–1 | 1–0 | 1–0 | 1–0 | 1–0 | 1–0 | 0–1 | 1–0 | —   | 1–0 |
| Vivo Keyd Stars      | 1–0 | 1–0 | 1–0 | 1–0 | 1–0 | 1–0 | 1–0 | 1–0 | 0–1 | —   |

#### Calendário de Jogos
| Semana 1 Patch 14.1    | Semana 1 Patch 14.1    | Semana 1 Patch 14.1    | Semana 1 Patch 14.1    | Semana 1 Patch 14.1 | Semana 1 Patch 14.1    | Semana 1 Patch 14.1    | Semana 1 Patch 14.1    | Semana 1 Patch 14.1    |                        |                        | Semana 2 Patch 14.1 B  | Semana 2 Patch 14.1 B  | Semana 2 Patch 14.1 B | Semana 2 Patch 14.1 B  | Semana 2 Patch 14.1 B  | Semana 2 Patch 14.1 B  | Semana 2 Patch 14.1 B  | Semana 2 Patch 14.1 B   | Semana 2 Patch 14.1 B   |                         |                         | Semana 3 Patch 14.2 | Semana 3 Patch 14.2     | Semana 3 Patch 14.2     | Semana 3 Patch 14.2     | Semana 3 Patch 14.2     | Semana 3 Patch 14.2 | Semana 3 Patch 14.2 | Semana 3 Patch 14.2 | Semana 3 Patch 14.2 |
| Rodada 1 20 de janeiro | Rodada 1 20 de janeiro | Rodada 1 20 de janeiro | Rodada 1 20 de janeiro |                     | Rodada 2 21 de janeiro | Rodada 2 21 de janeiro | Rodada 2 21 de janeiro | Rodada 2 21 de janeiro | Rodada 3 27 de janeiro | Rodada 3 27 de janeiro | Rodada 3 27 de janeiro | Rodada 3 27 de janeiro |                       | Rodada 4 28 de janeiro | Rodada 4 28 de janeiro | Rodada 4 28 de janeiro | Rodada 4 28 de janeiro | Rodada 5 3 de fevereiro | Rodada 5 3 de fevereiro | Rodada 5 3 de fevereiro | Rodada 5 3 de fevereiro |                     | Rodada 6 4 de fevereiro | Rodada 6 4 de fevereiro | Rodada 6 4 de fevereiro | Rodada 6 4 de fevereiro |                     |                     |                     |                     |
| LLL                    | 1                      | 0                      | KBM                    | LOS                 | 1                      | 0                      | FX                     | FX                     | 0                      | 1                      | KBM                    | FUR                    | 0                     | 1                      | LLL                    | ITZ                    | 0                      | 1                       | FUR                     | RED                     | 0                       | 1                   | FX                      |                         |                         |                         |                     |                     |                     |                     |
| VKS                    | 1                      | 0                      | LOS                    | ITZ                 | 1                      | 0                      | RED                    | VKS                    | 1                      | 0                      | ITZ                    | LOS                    | 1                     | 0                      | ITZ                    | LLL                    | 1                      | 0                       | FX                      | KBM                     | 0                       | 1                   | PNG                     |                         |                         |                         |                     |                     |                     |                     |
| FX                     | 1                      | 0                      | FUR                    | KBM                 | 1                      | 0                      | VKS                    | PNG                    | 1                      | 0                      | FUR                    | LBR                    | 1                     | 0                      | PNG                    | PNG                    | 1                      | 0                       | LOS                     | ITZ                     | 0                       | 1                   | LLL                     |                         |                         |                         |                     |                     |                     |                     |
| LBR                    | 1                      | 0                      | ITZ                    | FUR                 | 1                      | 0                      | LBR                    | LLL                    | 1                      | 0                      | LBR                    | KBM                    | 1                     | 0                      | RED                    | VKS                    | 0                      | 1                       | RED                     | LOS                     | 0                       | 1                   | FUR                     |                         |                         |                         |                     |                     |                     |                     |
| RED                    | 1                      | 0                      | PNG                    | PNG                 | 1                      | 0                      | LLL                    | RED                    | 1                      | 0                      | LOS                    | FX                     | 0                     | 1                      | VKS                    | LBR                    | 0                      | 1                       | KBM                     | VKS                     | 1                       | 0                   | LBR                     |                         |                         |                         |                     |                     |                     |                     |

| Semana 4 Patch 14.2      | Semana 4 Patch 14.2      | Semana 4 Patch 14.2      | Semana 4 Patch 14.2      | Semana 4 Patch 14.2 | Semana 4 Patch 14.2      | Semana 4 Patch 14.2      | Semana 4 Patch 14.2      | Semana 4 Patch 14.2      |                          |                          | Semana 5 Patch 14.3      | Semana 5 Patch 14.3      | Semana 5 Patch 14.3 | Semana 5 Patch 14.3       | Semana 5 Patch 14.3       | Semana 5 Patch 14.3       | Semana 5 Patch 14.3       | Semana 5 Patch 14.3       | Semana 5 Patch 14.3       |                           |                           | Semana 6 Patch 14.3 | Semana 6 Patch 14.3       | Semana 6 Patch 14.3       | Semana 6 Patch 14.3       | Semana 6 Patch 14.3       | Semana 6 Patch 14.3 | Semana 6 Patch 14.3 | Semana 6 Patch 14.3 | Semana 6 Patch 14.3 |
| Rodada 7 10 de fevereiro | Rodada 7 10 de fevereiro | Rodada 7 10 de fevereiro | Rodada 7 10 de fevereiro |                     | Rodada 8 11 de fevereiro | Rodada 8 11 de fevereiro | Rodada 8 11 de fevereiro | Rodada 8 11 de fevereiro | Rodada 9 17 de fevereiro | Rodada 9 17 de fevereiro | Rodada 9 17 de fevereiro | Rodada 9 17 de fevereiro |                     | Rodada 10 18 de fevereiro | Rodada 10 18 de fevereiro | Rodada 10 18 de fevereiro | Rodada 10 18 de fevereiro | Rodada 11 24 de fevereiro | Rodada 11 24 de fevereiro | Rodada 11 24 de fevereiro | Rodada 11 24 de fevereiro |                     | Rodada 12 25 de fevereiro | Rodada 12 25 de fevereiro | Rodada 12 25 de fevereiro | Rodada 12 25 de fevereiro |                     |                     |                     |                     |
| LBR                      | 0                        | 1                        | LOS                      | PNG                 | 1                        | 0                        | VKS                      | RED                      | 1                        | 0                        | FUR                      | ITZ                      | 0                   | 1                         | LBR                       | LLL                       | 1                         | 0                         | PNG                       | KBM                       | 0                         | 1                   | FX                        |                           |                           |                           |                     |                     |                     |                     |
| FX                       | 0                        | 1                        | PNG                      | FUR                 | 0                        | 1                        | KBM                      | LBR                      | 1                        | 0                        | FX                       | FUR                      | 0                   | 1                         | FX                        | VKS                       | 1                         | 0                         | KBM                       | LOS                       | 0                         | 1                   | RED                       |                           |                           |                           |                     |                     |                     |                     |
| LLL                      | 1                        | 0                        | RED                      | RED                 | 1                        | 0                        | LBR                      | VKS                      | 1                        | 0                        | LLL                      | PNG                      | 1                   | 0                         | RED                       | FX                        | 0                         | 1                         | LOS                       | ITZ                       | 0                         | 1                   | VKS                       |                           |                           |                           |                     |                     |                     |                     |
| FUR                      | 0                        | 1                        | VKS                      | FX                  | 1                        | 0                        | ITZ                      | ITZ                      | 0                        | 1                        | PNG                      | KBM                      | 1                   | 0                         | LLL                       | RED                       | 1                         | 0                         | ITZ                       | LBR                       | 1                         | 0                   | LLL                       |                           |                           |                           |                     |                     |                     |                     |
| KBM                      | 1                        | 0                        | ITZ                      | LOS                 | 1                        | 0                        | LLL                      | LOS                      | 0                        | 1                        | KBM                      | LOS                      | 0                   | 1                         | VKS                       | LBR                       | 1                         | 0                         | FUR                       | FUR                       | 0                         | 1                   | PNG                       |                           |                           |                           |                     |                     |                     |                     |

| Semana 7 Patch 14.4  | Semana 7 Patch 14.4  | Semana 7 Patch 14.4  | Semana 7 Patch 14.4  | Semana 7 Patch 14.4 | Semana 7 Patch 14.4  | Semana 7 Patch 14.4  | Semana 7 Patch 14.4  | Semana 7 Patch 14.4  |                      |                      | Semana 8 Patch 14.4  | Semana 8 Patch 14.4  | Semana 8 Patch 14.4 | Semana 8 Patch 14.4   | Semana 8 Patch 14.4   | Semana 8 Patch 14.4   | Semana 8 Patch 14.4   | Semana 8 Patch 14.4   | Semana 8 Patch 14.4   |                       |                       | Semana 9 Patch 14.4 | Semana 9 Patch 14.4   | Semana 9 Patch 14.4   | Semana 9 Patch 14.4   | Semana 9 Patch 14.4   | Semana 9 Patch 14.4 | Semana 9 Patch 14.4 | Semana 9 Patch 14.4 | Semana 9 Patch 14.4 |
| Rodada 13 2 de março | Rodada 13 2 de março | Rodada 13 2 de março | Rodada 13 2 de março |                     | Rodada 14 3 de março | Rodada 14 3 de março | Rodada 14 3 de março | Rodada 14 3 de março | Rodada 15 9 de março | Rodada 15 9 de março | Rodada 15 9 de março | Rodada 15 9 de março |                     | Rodada 16 10 de março | Rodada 16 10 de março | Rodada 16 10 de março | Rodada 16 10 de março | Rodada 17 16 de março | Rodada 17 16 de março | Rodada 17 16 de março | Rodada 17 16 de março |                     | Rodada 18 17 de março | Rodada 18 17 de março | Rodada 18 17 de março | Rodada 18 17 de março |                     |                     |                     |                     |
| ITZ                  | 0                    | 1                    | LOS                  | RED                 | 1                    | 0                    | VKS                  | PNG                  | 0                    | 1                    | KBM                  | VKS                  | 1                   | 0                     | FUR                   | LBR                   | 0                     | 1                     | RED                   | LLL                   | 0                     | 1                   | VKS                   |                       |                       |                       |                     |                     |                     |                     |
| PNG                  | 0                    | 1                    | LBR                  | KBM                 | 0                    | 1                    | LBR                  | LLL                  | 1                    | 0                    | ITZ                  | RED                  | 0                   | 1                     | LLL                   | LLL                   | 1                     | 0                     | LOS                   | KBM                   | 0                     | 1                   | LOS                   |                       |                       |                       |                     |                     |                     |                     |
| RED                  | 1                    | 0                    | KBM                  | FUR                 | 1                    | 0                    | ITZ                  | LBR                  | 1                    | 0                    | VKS                  | LOS                  | 1                   | 0                     | LBR                   | KBM                   | 1                     | 0                     | FUR                   | FUR                   | 0                     | 1                   | RED                   |                       |                       |                       |                     |                     |                     |                     |
| VKS                  | 1                    | 0                    | FX                   | LOS                 | 0                    | 1                    | PNG                  | FUR                  | 0                    | 1                    | LOS                  | PNG                  | 0                   | 1                     | FX                    | VKS                   | 1                     | 0                     | PNG                   | FX                    | 1                     | 0                   | LBR                   |                       |                       |                       |                     |                     |                     |                     |
| LLL                  | 1                    | 0                    | FUR                  | FX                  | 0                    | 1                    | LLL                  | FX                   | 0                    | 1                    | RED                  | ITZ                  | 1                   | 0                     | KBM                   | ITZ                   | 1                     | 0                     | FX                    | PNG                   | 1                     | 0                   | ITZ                   |                       |                       |                       |                     |                     |                     |                     |

Fonte:

#### MVPs
| Pos. | Acr. | Nome        | MVPs |
| ---- | ---- | ----------- | ---- |
| 1    | VKS  | Guigo       | 8    |
| 2    | PNG  | CarioK      | 5    |
| 2    | RED  | fNb         | 5    |
| 4    | LLL  | tinowns     | 4    |
| 4    | LBR  | Makes       | 4    |
| 4    | KBM  | Hauz        | 4    |
| 4    | FX   | Fuuu        | 4    |
| 8    | LLL  | Route       | 3    |
| 8    | LOS  | Envy        | 3    |
| 8    | FX   | St1ng       | 3    |
| 8    | RED  | Brance      | 3    |
| 8    | LOS  | SuperCleber | 3    |
| 13   | LLL  | Croc        | 2    |
| 13   | FUR  | Ayu         | 2    |
| 13   | KBM  | Ceos        | 2    |
| 13   | KBM  | Malrang     | 2    |
| 13   | RED  | Grevthar    | 2    |
| 13   | PNG  | TitaN       | 2    |
| 13   | VKS  | toucouille  | 2    |
| 13   | LOS  | Seize       | 2    |
| 13   | PNG  | Wizer       | 2    |
| 13   | RED  | Grevthar    | 2    |
| 13   | PNG  | Kuri        | 2    |
| 13   | ITZ  | NinjaKiwi   | 2    |
| 13   | LBR  | Pilot       | 2    |
| 13   | LBR  | Drakehero   | 2    |
| 13   | LLL  | Robo        | 2    |
| 13   | LOS  | Seize       | 2    |
| 13   | VKS  | toucouille  | 2    |
| 27   | RED  | Aegis       | 1    |
| 27   | VKS  | Disamis     | 1    |
| 27   | RED  | Jojo        | 1    |
| 27   | ITZ  | Damage      | 1    |
| 27   | VKS  | Leleko      | 1    |
| 27   | LBR  | MicaO       | 1    |
| 27   | KBM  | Netuno      | 1    |
| 27   | RED  | Jojo        | 1    |
| 27   | LLL  | Redbert     | 1    |
| 27   | LOS  | Kabbie      | 1    |
| 27   | VKS  | Smiley      | 1    |
| 27   | KBM  | Lonely      | 1    |
| 27   | FUR  | Tutsz       | 1    |
| 27   | FUR  | Zay         | 1    |

#### Premiação semanal
| Semana 1         | Semana 1 | Semana 1 | Semana 1 |                  | Semana 2 | Semana 2 | Semana 2    | Semana 2         |          | Semana 3 | Semana 3 | Semana 3 | Semana 3 |
| Prêmio           | Rota     | Equipe   | Nome     | Prêmio           | Rota     | Equipe   | Nome        | Prêmio           | Rota     | Equipe   | Nome     |          |          |
| MVP da semana 1  | Topo     | PNG      | Wizer    | MVP da semana 2  | Caçador  | KBM      | Malrang     | MVP da semana 3  | Suporte  | PNG      | Kuri     |          |          |
| Time da semana 1 | Topo     | PNG      | Wizer    | Time da semana 2 | Topo     | LOS      | SuperCleber | Time da semana 3 | Topo     | LLL      | Robo     |          |          |
| Time da semana 1 | Caçador  | PNG      | Yampi    | Time da semana 2 | Caçador  | KBM      | Malrang     | Time da semana 3 | Caçador  | PNG      | CarioK   |          |          |
| Time da semana 1 | Meio     | RED      | Grevthar | Time da semana 2 | Meio     | KBM      | Hauz        | Time da semana 3 | Meio     | LLL      | tinowns  |          |          |
| Time da semana 1 | Atirador | LLL      | Route    | Time da semana 2 | Atirador | LLL      | Route       | Time da semana 3 | Atirador | PNG      | TitaN    |          |          |
| Time da semana 1 | Suporte  | RED      | Jojo     | Time da semana 2 | Suporte  | KBM      | Ceos        | Time da semana 3 | Suporte  | PNG      | Kuri     |          |          |

| Semana 4         | Semana 4 | Semana 4 | Semana 4    |                  | Semana 5 | Semana 5 | Semana 5 | Semana 5         |          | Semana 5 | Semana 5 | Semana 5 | Semana 5 |
| Prêmio           | Rota     | Equipe   | Nome        | Prêmio           | Rota     | Equipe   | Nome     | Prêmio           | Rota     | Equipe   | Nome     |          |          |
| MVP da semana 4  | Caçador  | PNG      | CarioK      | MVP da semana 5  | Atirador | PNG      | TitaN    | MVP da semana 5  | Atirador | PNG      | TitaN    |          |          |
| Time da semana 4 | Topo     | LOS      | SuperCleber | Time da semana 5 | Topo     | VKS      | Guigo    | Time da semana 5 | Topo     | VKS      | Guigo    |          |          |
| Time da semana 4 | Caçador  | PNG      | CarioK      | Time da semana 5 | Caçador  | KBM      | Malrang  | Time da semana 5 | Caçador  | KBM      | Malrang  |          |          |
| Time da semana 4 | Meio     | PNG      | dyNquedo    | Time da semana 5 | Meio     | VKS      | Leleko   | Time da semana 5 | Meio     | VKS      | Leleko   |          |          |
| Time da semana 4 | Atirador | PNG      | TitaN       | Time da semana 5 | Atirador | PNG      | TitaN    | Time da semana 5 | Atirador | PNG      | TitaN    |          |          |
| Time da semana 4 | Suporte  | KBM      | Ceos        | Time da semana 5 | Suporte  | KBM      | Ceos     | Time da semana 5 | Suporte  | KBM      | Ceos     |          |          |

| Semana 6         | Semana 6 | Semana 6 | Semana 6 |                  | Semana 7 | Semana 7 | Semana 7  | Semana 7         |          | Semana 8 | Semana 8    | Semana 8 | Semana 8 |
| Prêmio           | Rota     | Equipe   | Nome     | Prêmio           | Rota     | Equipe   | Nome      | Prêmio           | Rota     | Equipe   | Nome        |          |          |
| MVP da semana 6  | Caçador  | VKS      | Disamis  | MVP da semana 7  | Topo     | RED      | fNb       | MVP da semana 8  | Caçador  | LLL      | Croc        |          |          |
| Time da semana 6 | Topo     | VKS      | Guigo    | Time da semana 7 | Topo     | RED      | fNb       | Time da semana 8 | Topo     | LOS      | SuperCleber |          |          |
| Time da semana 6 | Caçador  | VKS      | Disamis  | Time da semana 7 | Caçador  | LBR      | Drakehero | Time da semana 8 | Caçador  | LLL      | Croc        |          |          |
| Time da semana 6 | Meio     | VKS      | Leleko   | Time da semana 7 | Meio     | LBR      | Pilot     | Time da semana 8 | Meio     | LOS      | Envy        |          |          |
| Time da semana 6 | Atirador | LLL      | Route    | Time da semana 7 | Atirador | LLL      | Route     | Time da semana 8 | Atirador | LLL      | Route       |          |          |
| Time da semana 6 | Suporte  | RED      | Jojo     | Time da semana 7 | Suporte  | LBR      | Cavalo    | Time da semana 8 | Suporte  | LOS      | Kabbie      |          |          |

| Semana 9         | Semana 9 | Semana 9 | Semana 9 |
| Prêmio           | Rota     | Equipe   | Nome     |
| ---------------- | -------- | -------- | -------- |
| MVP da semana 9  | Topo     | VKS      | Guigo    |
| Time da semana 9 | Topo     | VKS      | Guigo    |
| Time da semana 9 | Caçador  | VKS      | Disamis  |
| Time da semana 9 | Meio     | RED      | Grevthar |
| Time da semana 9 | Atirador | RED      | Brance   |
| Time da semana 9 | Suporte  | RED      | Jojo     |

#### Seleção da Etapa Regular
| Time 1 do Primeiro Turno | Time 1 do Primeiro Turno | Time 1 do Primeiro Turno |          | Time 2 do Primeiro Turno | Time 2 do Primeiro Turno | Time 2 do Primeiro Turno |     | Seleção da Etapa Regular | Seleção da Etapa Regular | Seleção da Etapa Regular |
| Prêmio                   | Equipe                   | Nome                     |          | Prêmio                   | Equipe                   | Nome                     |     | Prêmio                   | Equipe                   | Nome                     |
| Topo                     | PNG                      | Wizer                    | Topo     | LOS                      | SuperCleber              | Topo                     | VKS | Guigo                    |                          |                          |
| Caçador                  | PNG                      | CarioK                   | Caçador  | KBM                      | Malrang                  | Caçador                  | VKS | Disamis                  |                          |                          |
| Meio                     | LLL                      | tinowns                  | Meio     | KBM                      | Hauz                     | Meio                     | LLL | tinowns                  |                          |                          |
| Atirador                 | PNG                      | TitaN                    | Atirador | LLL                      | Route                    | Atirador                 | LLL | Route                    |                          |                          |
| Suporte                  | KBM                      | Ceos                     | Suporte  | PNG                      | Kuri                     | Suporte                  | RED | Jojo                     |                          |                          |

### Playoffs
A Riot Games revelou o novo formato dos playoffs do CBLOL para 2024. Na 1ª Rodada, paiN Gaming e KaBuM! Esports (4º e 5º colocados), RED Canids e Los Grandes (3º e 6º colocados) disputarão a permanência na Chave Superior. Todas as partidas dessa fase do torneio são em Séries MD5.
Fonte: 
|  |                               |                               |                               |                               |                                |                               |                               |                               |                           |             |                              |                              |                              |  |  |              |              |              |
|  | Rodada 1 - Chave Superior     | Rodada 1 - Chave Superior     | Rodada 1 - Chave Superior     |                               |                                | Rodada 2 - Chave Superior     | Rodada 2 - Chave Superior     | Rodada 2 - Chave Superior     |                           |             | Final - Chave Superior       | Final - Chave Superior       | Final - Chave Superior       |  |  | Grande Final | Grande Final | Grande Final |
|  | Rodada 1 - Chave Superior     | Rodada 1 - Chave Superior     | Rodada 1 - Chave Superior     |                               |                                | Rodada 2 - Chave Superior     | Rodada 2 - Chave Superior     | Rodada 2 - Chave Superior     |                           |             | Final - Chave Superior       | Final - Chave Superior       | Final - Chave Superior       |  |  | Grande Final | Grande Final | Grande Final |
|  |                               |                               |                               | Série 3 - 30 de março de 2024 |                                |                               |                               |                               |                           |             |                              |                              |                              |  |  |              |              |              |
|  |                               |                               |                               |                               |                                |                               |                               |                               |                           |             |                              |                              |                              |  |  |              |              |              |
|  | Série 1 - 22 de março de 2024 | Série 1 - 22 de março de 2024 | Série 1 - 22 de março de 2024 | 1º                            | Vivo Keyd Stars                | 2                             |                               |                               |                           |             |                              |                              |                              |  |  |              |              |              |
|  | Série 1 - 22 de março de 2024 | Série 1 - 22 de março de 2024 | Série 1 - 22 de março de 2024 | 1º                            | Vivo Keyd Stars                | 2                             |                               |                               |                           |             |                              |                              |                              |  |  |              |              |              |
|  | 4º                            | paiN Gaming                   | 3                             |                               |                                | 4º                            | paiN Gaming                   | 3                             |                           |             | Série 7 - 7 de abril de 2024 | Série 7 - 7 de abril de 2024 | Série 7 - 7 de abril de 2024 |  |  |              |              |              |
|  | 4º                            | paiN Gaming                   | 3                             |                               |                                | 4º                            | paiN Gaming                   | 3                             |                           |             | Série 7 - 7 de abril de 2024 | Série 7 - 7 de abril de 2024 | Série 7 - 7 de abril de 2024 |  |  |              |              |              |
|  | 5º                            | KaBuM! Esports                | 1                             |                               |                                |                               |                               |                               | 4º                        | paiN Gaming | 1                            |                              |                              |  |  |              |              |              |
|  | 5º                            | KaBuM! Esports                | 1                             |                               |                                |                               |                               |                               | 4º                        | paiN Gaming | 1                            |                              |                              |  |  |              |              |              |
|  |                               |                               |                               | Série 4 - 31 de março de 2024 | Série 4 - 31 de março de 2024  | Série 4 - 31 de março de 2024 |                               |                               | 2º                        | LOUD        | 3                            |                              |                              |  |  |              |              |              |
|  |                               |                               |                               | Série 4 - 31 de março de 2024 | Série 4 - 31 de março de 2024  | Série 4 - 31 de março de 2024 |                               |                               | 2º                        | LOUD        | 3                            |                              |                              |  |  |              |              |              |
|  | Série 2 - 23 de março de 2024 | Série 2 - 23 de março de 2024 | Série 2 - 23 de março de 2024 | 2º                            | LOUD                           | 3                             |                               |                               |                           |             |                              |                              |                              |  |  |              |              |              |
|  | Série 2 - 23 de março de 2024 | Série 2 - 23 de março de 2024 | Série 2 - 23 de março de 2024 | 2º                            | LOUD                           | 3                             |                               |                               |                           |             |                              |                              |                              |  |  |              |              |              |
|  | 3º                            | RED Canids                    | 3                             |                               |                                | 3º                            | RED Canids                    | 0                             |                           |             |                              |                              |                              |  |  |              |              |              |
|  | 3º                            | RED Canids                    | 3                             |                               | Série 10 - 20 de abril de 2024 | 3º                            | RED Canids                    | 0                             |                           |             |                              |                              |                              |  |  |              |              |              |
|  | 6º                            | LOS                           | 0                             |                               |                                |                               |                               |                               |                           |             |                              |                              |                              |  |  |              |              |              |
|  | 6º                            | LOS                           | 0                             |                               |                                | 2º                            | LOUD                          | 3                             |                           |             |                              |                              |                              |  |  |              |              |              |
|  |                               |                               |                               |                               |                                |                               |                               |                               |                           |             |                              |                              |                              |  |  |              |              |              |
|  |                               |                               | 4º                            | paiN Gaming                   | 2                              |                               |                               |                               |                           |             |                              |                              |                              |  |  |              |              |              |
|  |                               |                               |                               | paiN Gaming                   | 2                              |                               |                               |                               |                           |             |                              |                              |                              |  |  |              |              |              |
|  | Rodada 1 - Chave Inferior     | Rodada 1 - Chave Inferior     | Rodada 1 - Chave Inferior     | Rodada 2 - Chave Inferior     | Rodada 2 - Chave Inferior      | Rodada 2 - Chave Inferior     | Rodada 3 - Chave Inferior     | Rodada 3 - Chave Inferior     | Rodada 3 - Chave Inferior |             |                              |                              |                              |  |  |              |              |              |
|  | Rodada 1 - Chave Inferior     | Rodada 1 - Chave Inferior     | Rodada 1 - Chave Inferior     | Rodada 2 - Chave Inferior     | Rodada 2 - Chave Inferior      | Rodada 2 - Chave Inferior     | Rodada 3 - Chave Inferior     | Rodada 3 - Chave Inferior     | Rodada 3 - Chave Inferior |             |                              |                              |                              |  |  |              |              |              |
|  | Série 5 - 5 de abril de 2024  |                               |                               |                               |                                |                               |                               |                               |                           |             |                              |                              |                              |  |  |              |              |              |
|  | Série 9 - 14 de abril de 2024 |                               |                               |                               |                                |                               |                               |                               |                           |             |                              |                              |                              |  |  |              |              |              |
|  | 5º                            | KaBuM! Esports                | 0                             |                               |                                |                               |                               |                               |                           |             |                              |                              |                              |  |  |              |              |              |
|  | 5º                            | KaBuM! Esports                | 0                             |                               |                                | Série 8 - 13 de abril de 2024 | Série 8 - 13 de abril de 2024 | Série 8 - 13 de abril de 2024 | 4º                        | paiN Gaming | 3                            |                              |                              |  |  |              |              |              |
|  | 3º                            | RED Canids                    | 3                             |                               |                                | Série 8 - 13 de abril de 2024 | Série 8 - 13 de abril de 2024 | Série 8 - 13 de abril de 2024 | 4º                        | paiN Gaming | 3                            |                              |                              |  |  |              |              |              |
|  | 3º                            | RED Canids                    | 3                             |                               |                                | 3°                            | RED Canids                    | 1                             |                           |             | 1°                           | Vivo Keyd Stars              | 1                            |  |  |              |              |              |
|  | Série 6 - 6 de abril de 2024  |                               |                               |                               |                                | 3°                            | RED Canids                    | 1                             |                           |             | 1°                           | Vivo Keyd Stars              | 1                            |  |  |              |              |              |
|  |                               |                               | 1°                            | Vivo Keyd Stars               | 3                              |                               |                               |                               |                           |             |                              |                              |                              |  |  |              |              |              |
|  | 1º                            | Vivo Keyd Stars               | 1°                            | Vivo Keyd Stars               | 3                              | 3                             |                               |                               |                           |             |                              |                              |                              |  |  |              |              |              |
|  | 1º                            | Vivo Keyd Stars               |                               |                               |                                |                               |                               |                               |                           |             |                              |                              |                              |  |  |              |              |              |
|  | 6º                            | LOS                           | 2                             |                               |                                |                               |                               |                               |                           |             |                              |                              |                              |  |  |              |              |              |
|  | 6º                            | LOS                           | 2                             |                               |                                |                               |                               |                               |                           |             |                              |                              |                              |  |  |              |              |              |

Fontes: 
| CBLOL 2024-1                    |
| ------------------------------- |
| LOUD Tetracampeões (4.º título) |

#### MVPs
| Pos. | Acr. | Nome     | MVPs |
| ---- | ---- | -------- | ---- |
| 1    | RED  | fNb      | 3    |
| 2    | RED  | Jojo     | 2    |
| 2    | PNG  | CarioK   | 2    |
| 2    | LLL  | tinowns  | 2    |
| 2    | PNG  | TitaN    | 2    |
| 3    | PNG  | Kuri     | 1    |
| 3    | PNG  | Wizer    | 1    |
| 3    | RED  | Aegis    | 1    |
| 3    | LLL  | Route    | 1    |
| 3    | VKS  | Leleko   | 1    |
| 3    | VKS  | ProDelta | 1    |
| 3    | VKS  | Disamis  | 1    |
| 3    | VKS  | Guigo    | 1    |
| 3    | LOS  | Seize    | 1    |
| 3    | LOS  | Envy     | 1    |
| 3    | KBM  | Malrang  | 1    |

### Ranking
| Colocação | Equipe             | Campanha      | Qualificação                 | Premiação (BRL) |
| --------- | ------------------ | ------------- | ---------------------------- | --------------- |
| 1º        | LOUD               | Playoffs      | Mid-Season Invitational 2024 | R$115.000,00    |
| 2º        | paiN Gaming        | Playoffs      |                              | R$85.000,00     |
| 3º        | Vivo Keyd Stars    | Playoffs      |                              | R$60.000,00     |
| 4º        | RED Canids Kalunga | Playoffs      |                              | R$50.000,00     |
| 5º/6º     | KaBuM! Esports     | Playoffs      |                              | R$37.500,00     |
| 5º/6º     | LOS                | Playoffs      |                              | R$37.500,00     |
| 7º        | Liberty            | Etapa Regular |                              | R$30.000,00     |
| 8º        | Fluxo              | Etapa Regular |                              | R$25.000,00     |
| 9º        | FURIA              | Etapa Regular |                              | R$20.000,00     |
| 10º       | INTZ               | Etapa Regular |                              | R$10.000,00     |

### Informações Adicionais
|               | Semana 1 | Semana 2 | Semana 3 | Semana 4 | Semana 5 | Semana 6 | Semana 7 | Semana 8 | Semana 9 | Playoff 1 | Resto dos Playoffs |
| ------------- | -------- | -------- | -------- | -------- | -------- | -------- | -------- | -------- | -------- | --------- | ------------------ |
| Patch         | 14.1     | 14.1 B   | 14.2     | 14.2     | 14.3     | 14.3     | 14.4     | 14.4     | 14.5     | 14.5      | 14.6               |
| Desabilitados | -        | -        | Smolder  | Smolder  | -        | -        | -        | Azir     | Azir     | Azir      | -                  |

Fonte: 
| Data                    | Fase          | Equipe | VS  | Campeão | Jogador     | AMA    | VOD |
| ----------------------- | ------------- | ------ | --- | ------- | ----------- | ------ | --- |
| 28 de janeiro de 2024   | Etapa Regular | LOS    | ITZ | Rumble  | SuperCleber | 12/0/8 |     |
| 11 de fevereiro de 2024 | Etapa Regular | RED    | LBR | Kalista | Brance      | 11/0/0 |     |
| 24 de fevereiro de 2024 | Etapa Regular | LBR    | FUR | Darius  | Makes       | 7/0/1  |     |
| 16 de março de 2024     | Playoffs      | KBM    | FUR | Smolder | Netuno      | 9/1/0  |     |
| 30 de março de 2024     | Playoffs      | VKS    | PNG | Jinx    | Smiley      | 8/3/7  |     |

## Segunda Etapa

### Sede
| São Paulo               | Minas Gerais                                    |
| ----------------------- | ----------------------------------------------- |
| Arena CBLOL             | Estádio Jornalista Felipe Drummond (Mineirinho) |
| Fase Regular e Playoffs | Final                                           |
| Capacidade: 142         | Capacidade: 19.000                              |
| São PauloBelo Horizonte |                                                 |

### Formato
1. Etapa Regular:
  - Jogos em formato MD1 (melhor de 1);
  - Partidas de ida e volta;
  - As 6 mais bem classificados avançam aos Playoffs.
2. Playoffs:
  - Formato de eliminação dupla;
  - Todos os times na Chave Superior;
  - 1° e 2° avançam direto para a Rodada 2, onde o 1º colocado da Etapa Regular escolhe o próximo adversário, optando pelo vencedor do chaveamento escolhido.
  - 4° vs 5° e 3° vs 6° na Rodada 1;
  - As equipes que forem derrotadas na Rodada 2 da Chave Superior
  - As séries dos Playoffs são MD5 (melhor de 5);
  - O campeão se classifica para o Campeonato Mundial de League of Legends de 2024.

- Critérios de desempate (Etapa Regular):
  1. Confrontos diretos entre os dois times empatados;
  2. Partida MD1 para desempatar;

### Elencos
Fonte:

### Etapa Regular

#### Tabela de classificação
| Pos | Equipe             | J  | V  | E | D  | Classificado                             |
| --- | ------------------ | -- | -- | - | -- | ---------------------------------------- |
| 1   | Vivo Keyd Stars    | 18 | 15 | 0 | 3  | Classificados para Rodada 2 dos Playoffs |
| 2   | paiN Gaming        | 18 | 14 | 0 | 4  | Classificados para Rodada 2 dos Playoffs |
| 3   | RED Canids Kalunga | 18 | 11 | 0 | 7  | Classificados para Rodada 1 dos Playoffs |
| 4   | LOUD               | 18 | 10 | 0 | 8  | Classificados para Rodada 1 dos Playoffs |
| 5   | Fluxo              | 18 | 9  | 0 | 9  | Classificados para Rodada 1 dos Playoffs |
| 6   | FURIA              | 18 | 9  | 0 | 9  | Classificados para Rodada 1 dos Playoffs |
| 7   | KaBuM! Esports     | 18 | 9  | 0 | 9  | Eliminado                                |
| 8   | INTZ               | 18 | 8  | 0 | 10 | Eliminado                                |
| 9   | Liberty            | 18 | 3  | 0 | 15 | Eliminado                                |
| 10  | LOS                | 18 | 2  | 0 | 16 | Eliminado                                |

#### Confrontos
| Mandante \ Visitante | FX  | FUR | ITZ | KBM | LBR | LOS | LLL | PNG | RED | VKS |
| -------------------- | --- | --- | --- | --- | --- | --- | --- | --- | --- | --- |
| Fluxo                | —   | 1–0 | 0–1 | 1–0 | 1–0 | 1–0 | 0–1 | 0–1 | 0–1 | 1–0 |
| FURIA                | 1–0 | —   | 1–0 | 1–0 | 1–0 | 1–0 | 0–1 | 0–1 | 0–1 | 0–1 |
| INTZ                 | 1–0 | 0–1 | —   | 0–1 | 1–0 | 1–0 | 1–0 | 0–1 | 0–1 | 0–1 |
| KaBuM!               | 1–0 | 1–0 | 1–0 | —   | 1–0 | 0–1 | 0–1 | 1–0 | 1–0 | 0–1 |
| Liberty              | 0–1 | 0–1 | 1–0 | 0–1 | —   | 1–0 | 0–1 | 0–1 | 0–1 | 0–1 |
| LOS                  | 0–1 | 0–1 | 0–1 | 0–1 | 0–1 | —   | 0–1 | 0–1 | 1–0 | 0–1 |
| LOUD                 | 0–1 | 0–1 | 0–1 | 1–0 | 1–0 | 1–0 | —   | 0–1 | 0–1 | 1–0 |
| paiN Gaming          | 0–1 | 1–0 | 0–1 | 1–0 | 1–0 | 1–0 | 1–0 | —   | 1–0 | 0–1 |
| RED Canids           | 1–0 | 0–1 | 0–1 | 1–0 | 1–0 | 1–0 | 0–1 | 1–0 | —   | 0–1 |
| Vivo Keyd Stars      | 1–0 | 1–0 | 1–0 | 1–0 | 1–0 | 1–0 | 1–0 | 0–1 | 1–0 | —   |

#### Calendário de Jogos
| Semana 1 Patch 14.10 | Semana 1 Patch 14.10 | Semana 1 Patch 14.10 | Semana 1 Patch 14.10 | Semana 1 Patch 14.10 | Semana 1 Patch 14.10 | Semana 1 Patch 14.10 | Semana 1 Patch 14.10 | Semana 1 Patch 14.10 |                     |                     | Semana 2 Patch 14.11 | Semana 2 Patch 14.11 | Semana 2 Patch 14.11 | Semana 2 Patch 14.11 | Semana 2 Patch 14.11 | Semana 2 Patch 14.11 | Semana 2 Patch 14.11 | Semana 2 Patch 14.11 | Semana 2 Patch 14.11 |
| Rodada 1 1º de junho | Rodada 1 1º de junho | Rodada 1 1º de junho | Rodada 1 1º de junho |                      | Rodada 2 2 de junho  | Rodada 2 2 de junho  | Rodada 2 2 de junho  | Rodada 2 2 de junho  | Rodada 3 8 de junho | Rodada 3 8 de junho | Rodada 3 8 de junho  | Rodada 3 8 de junho  |                      | Rodada 4 9 de junho  | Rodada 4 9 de junho  | Rodada 4 9 de junho  | Rodada 4 9 de junho  |                      |                      |
| LLL                  | 0                    | 1                    | PNG                  | FUR                  | 1                    | 0                    | LOS                  | LOS                  | 0                   | 1                   | PNG                  | ITZ                  | 1                    | 0                    | LLL                  |                      |                      |                      |                      |
| FX                   | 1                    | 0                    | FUR                  | KBM                  | 0                    | 1                    | VKS                  | FX                   | 1                   | 0                   | KBM                  | FUR                  | 1                    | 0                    | KBM                  |                      |                      |                      |                      |
| LOS                  | 0                    | 1                    | ITZ                  | PNG                  | 0                    | 1                    | FX                   | RED                  | 0                   | 1                   | ITZ                  | LBR                  | 0                    | 1                    | RED                  |                      |                      |                      |                      |
| LBR                  | 0                    | 1                    | KBM                  | ITZ                  | 1                    | 0                    | LBR                  | LLL                  | 1                   | 0                   | LBR                  | PNG                  | 0                    | 1                    | VKS                  |                      |                      |                      |                      |
| VKS                  | 1                    | 0                    | RED                  | RED                  | 0                    | 1                    | LLL                  | VKS                  | 1                   | 0                   | FUR                  | LOS                  | 0                    | 1                    | FX                   |                      |                      |                      |                      |

| Semana 3 Patch 14.11 | Semana 3 Patch 14.11 | Semana 3 Patch 14.11 | Semana 3 Patch 14.11 | Semana 3 Patch 14.11 | Semana 3 Patch 14.11 | Semana 3 Patch 14.11 | Semana 3 Patch 14.11 | Semana 3 Patch 14.11 |                      |                      | Semana 4 Patch 14.12 | Semana 4 Patch 14.12 | Semana 4 Patch 14.12 | Semana 4 Patch 14.12 | Semana 4 Patch 14.12 | Semana 4 Patch 14.12 | Semana 4 Patch 14.12 | Semana 4 Patch 14.12 | Semana 4 Patch 14.12 |
| Rodada 5 15 de junho | Rodada 5 15 de junho | Rodada 5 15 de junho | Rodada 5 15 de junho |                      | Rodada 6 16 de junho | Rodada 6 16 de junho | Rodada 6 16 de junho | Rodada 6 16 de junho | Rodada 7 22 de junho | Rodada 7 22 de junho | Rodada 7 22 de junho | Rodada 7 22 de junho |                      | Rodada 8 23 de junho | Rodada 8 23 de junho | Rodada 8 23 de junho | Rodada 8 23 de junho |                      |                      |
| KBM                  | 1                    | 0                    | ITZ                  | VKS                  | 1                    | 0                    | LOS                  | LBR                  | 0                    | 1                    | FUR                  | RED                  | 1                    | 0                    | FX                   |                      |                      |                      |                      |
| LLL                  | 1                    | 0                    | LOS                  | PNG                  | 1                    | 0                    | RED                  | LOS                  | 1                    | 0                    | RED                  | ITZ                  | 0                    | 1                    | PNG                  |                      |                      |                      |                      |
| RED                  | 0                    | 1                    | FUR                  | KBM                  | 0                    | 1                    | LLL                  | LLL                  | 1                    | 0                    | VKS                  | VKS                  | 1                    | 0                    | LBR                  |                      |                      |                      |                      |
| FX                   | 1                    | 0                    | VKS                  | FUR                  | 1                    | 0                    | ITZ                  | ITZ                  | 1                    | 0                    | FX                   | LOS                  | 0                    | 1                    | KBM                  |                      |                      |                      |                      |
| LBR                  | 0                    | 1                    | PNG                  | FX                   | 1                    | 0                    | LBR                  | PNG                  | 1                    | 0                    | KBM                  | FUR                  | 0                    | 1                    | LLL                  |                      |                      |                      |                      |

| Semana 5 Patch 14.12 | Semana 5 Patch 14.12 | Semana 5 Patch 14.12 | Semana 5 Patch 14.12 | Semana 5 Patch 14.12 | Semana 5 Patch 14.12 | Semana 5 Patch 14.12 | Semana 5 Patch 14.12  | Semana 5 Patch 14.12  | Semana 5 Patch 14.12  | Semana 5 Patch 14.12  | Semana 5 Patch 14.12 | Semana 5 Patch 14.12 | Semana 5 Patch 14.12 | Semana 5 Patch 14.12  | Semana 5 Patch 14.12  | Semana 5 Patch 14.12  | Semana 5 Patch 14.12  |                       |                       | Semana 6 Patch 14.13  | Semana 6 Patch 14.13  | Semana 6 Patch 14.13 | Semana 6 Patch 14.13 | Semana 6 Patch 14.13 | Semana 6 Patch 14.13  | Semana 6 Patch 14.13  | Semana 6 Patch 14.13  | Semana 6 Patch 14.13  | Semana 6 Patch 14.13 | Semana 6 Patch 14.13 | Semana 6 Patch 14.13 | Semana 6 Patch 14.13  | Semana 6 Patch 14.13  | Semana 6 Patch 14.13  | Semana 6 Patch 14.13  | Semana 6 Patch 14.13 | Semana 6 Patch 14.13 |
| Rodada 9 28 de junho | Rodada 9 28 de junho | Rodada 9 28 de junho | Rodada 9 28 de junho |                      |                      |                      | Rodada 10 29 de junho | Rodada 10 29 de junho | Rodada 10 29 de junho | Rodada 10 29 de junho |                      |                      |                      | Rodada 11 30 de junho | Rodada 11 30 de junho | Rodada 11 30 de junho | Rodada 11 30 de junho | Rodada 12 12 de junho | Rodada 12 12 de junho | Rodada 12 12 de junho | Rodada 12 12 de junho |                      |                      |                      | Rodada 13 13 de junho | Rodada 13 13 de junho | Rodada 13 13 de junho | Rodada 13 13 de junho |                      |                      |                      | Rodada 14 14 de junho | Rodada 14 14 de junho | Rodada 14 14 de junho | Rodada 14 14 de junho |                      |                      |
| VKS                  | 1                    | 0                    | ITZ                  | KBM                  | 1                    | 0                    | LBR                   | LLL                   | 0                     | 1                     | RED                  | PNG                  | 1                    | 0                     | LOS                   | KBM                   | 1                     | 0                     | FUR                   | VKS                   | 1                     | 0                    | FX                   |                      |                       |                       |                       |                       |                      |                      |                      |                       |                       |                       |                       |                      |                      |
| LBR                  | 1                    | 0                    | LOS                  | ITZ                  | 1                    | 0                    | LOS                   | FX                    | 0                     | 1                     | PNG                  | FUR                  | 0                    | 1                     | VKS                   | RED                   | 1                     | 0                     | LBR                   | PNG                   | 1                     | 0                    | LBR                  |                      |                       |                       |                       |                       |                      |                      |                      |                       |                       |                       |                       |                      |                      |
| FX                   | 0                    | 1                    | LLL                  | RED                  | 0                    | 1                    | VKS                   | LOS                   | 0                     | 1                     | FUR                  | KBM                  | 1                    | 0                     | FX                    | VKS                   | 0                     | 1                     | PNG                   | ITZ                   | 1                     | 0                    | KBM                  |                      |                       |                       |                       |                       |                      |                      |                      |                       |                       |                       |                       |                      |                      |
| KBM                  | 1                    | 0                    | RED                  | PNG                  | 1                    | 0                    | LLL                   | VKS                   | 1                     | 0                     | KBM                  | LBR                  | 0                    | 1                     | LLL                   | FX                    | 1                     | 0                     | LOS                   | FUR                   | 0                     | 1                    | RED                  |                      |                       |                       |                       |                       |                      |                      |                      |                       |                       |                       |                       |                      |                      |
| FUR                  | 0                    | 1                    | PNG                  | FUR                  | 1                    | 0                    | FX                    | LBR                   | 1                     | 0                     | ITZ                  | ITZ                  | 0                    | 1                     | RED                   | LLL                   | 0                     | 1                     | ITZ                   | LOS                   | 0                     | 1                    | LLL                  |                      |                       |                       |                       |                       |                      |                      |                      |                       |                       |                       |                       |                      |                      |

| Semana 7 Patch 14.13  | Semana 7 Patch 14.13  | Semana 7 Patch 14.13  | Semana 7 Patch 14.13  | Semana 7 Patch 14.13 | Semana 7 Patch 14.13  | Semana 7 Patch 14.13  | Semana 7 Patch 14.13  | Semana 7 Patch 14.13  |                       |                       | Semana 8 Patch 14.14  | Semana 8 Patch 14.14  | Semana 8 Patch 14.14 | Semana 8 Patch 14.14  | Semana 8 Patch 14.14  | Semana 8 Patch 14.14  | Semana 8 Patch 14.14  | Semana 8 Patch 14.14 | Semana 8 Patch 14.14 |
| Rodada 15 20 de junho | Rodada 15 20 de junho | Rodada 15 20 de junho | Rodada 15 20 de junho |                      | Rodada 16 21 de junho | Rodada 16 21 de junho | Rodada 16 21 de junho | Rodada 16 21 de junho | Rodada 17 27 de junho | Rodada 17 27 de junho | Rodada 17 27 de junho | Rodada 17 27 de junho |                      | Rodada 18 28 de junho | Rodada 18 28 de junho | Rodada 18 28 de junho | Rodada 18 28 de junho |                      |                      |
| RED                   | 1                     | 0                     | PNG                   | FX                   | 0                     | 1                     | ITZ                   | LBR                   | 0                     | 1                     | VKS                   | LLL                   | 0                    | 1                     | FX                    |                       |                       |                      |                      |
| LLL                   | 1                     | 0                     | KBM                   | VKS                  | 1                     | 0                     | LLL                   | LLL                   | 0                     | 1                     | FUR                   | PNG                   | 1                    | 0                     | FUR                   |                       |                       |                      |                      |
| LBR                   | 0                     | 1                     | FX                    | FUR                  | 1                     | 0                     | LBR                   | PNG                   | 1                     | 0                     | ITZ                   | ITZ                   | 0                    | 1                     | VKS                   |                       |                       |                      |                      |
| ITZ                   | 0                     | 1                     | FUR                   | RED                  | 1                     | 0                     | LOS                   | FX                    | 0                     | 1                     | RED                   | LOS                   | 0                    | 1                     | LBR                   |                       |                       |                      |                      |
| LOS                   | 0                     | 1                     | VKS                   | KBM                  | 1                     | 0                     | PNG                   | KBM                   | 0                     | 1                     | LOS                   | RED                   | 1                    | 0                     | KBM                   |                       |                       |                      |                      |

Ao fim da Etapa Regular, as equipes Fluxo, FURIA e KaBuM! ficaram empatadas com 9 vitórias e 9 derrotas cada uma, sendo necessário uma rodada dupla de desempate para definir a última vaga e as seeds para os Playoffs:
- KaBuM! e FURIA disputam a classificação para os Playoffs (vencedor se garante entre os 6 melhores colocados);
- Fluxo classificado entre os 6 melhores colocados por PDR (Pontos de Desempenho da Etapa Regular, pontos conquistados após vencer adversários mais bem colocados na Etapa Regular), disputa a vaga de 5º colocado com o vencedor entre KaBuM! e FURIA.

Fonte:

##### Rodada de desempate
- As partidas ocorreram no dia 29 de julho de 2024;
- Patch 14.14;
- Partidas em MD1.

|  | Partida de desempate 1 | Partida de desempate 1 | Partida de desempate 1 |  |  | Partida de desempate 2 | Partida de desempate 2 | Partida de desempate 2 |
|  |                        |                        |                        |  |  |                        |                        |                        |
|  |                        |                        |                        |  |  | PDR                    | Fluxo                  | 0                      |
|  | KaBuM! Esports         | KaBuM! Esports         | 0                      |  |  | VP1                    | FURIA                  | 1                      |
|  | FURIA                  | FURIA                  | 1                      |  |  |                        |                        |                        |

#### MVPs
| Pos. | Acr. | Nome     | MVPs |
| ---- | ---- | -------- | ---- |
| 1    | VKS  | ProDelta | 6    |
| 1    | RED  | fNb      | 6    |
| 3    | LLL  | Route    | 5    |
| 3    | PNG  | Wizer    | 5    |
| 3    | PNG  | Kuri     | 5    |
| 6    | KBM  | scary    | 4    |
| 6    | FUR  | Wiz      | 4    |
| 6    | ITZ  | Yupps    | 4    |
| 9    | RED  | Aegis    | 3    |
| 9    | FUR  | Ayu      | 3    |
| 9    | VKS  | Disamis  | 3    |
| 9    | VKS  | Guigo    | 3    |
| 9    | FX   | Kiari    | 3    |
| 9    | FX   | Shini    | 3    |
| 9    | LLL  | tinowns  | 3    |
| 9    | VKS  | Smiley   | 3    |
|      | ITZ  | Dioge    | 2    |
|      | KBM  | Lonely   | 2    |
|      | ITZ  | Yampi    | 2    |
| 18   | LBR  | Pilot    | 1    |
| 18   | KBM  | Betão    | 1    |
| 18   | KBM  | Hauz     |      |
| 18   | FUR  | Jojo     | 1    |
| 18   | PNG  | TitaN    | 1    |
| 18   | FX   | Trigo    | 1    |
| 18   | FUR  | Tutsz    | 1    |
| 18   | LOS  | Kabbie   | 1    |

#### Premiação semanal
| Semana 1         | Semana 1 | Semana 1 | Semana 1  |                  | Semana 2 | Semana 2 | Semana 2 | Semana 2         |          | Semana 3 | Semana 3 | Semana 3 | Semana 3 |
| Prêmio           | Rota     | Equipe   | Nome      | Prêmio           | Rota     | Equipe   | Nome     | Prêmio           | Rota     | Equipe   | Nome     |          |          |
| MVP da semana 1  | Caçador  | FX       | Shini     | MVP da semana 2  | Suporte  | VKS      | ProDelta | MVP da semana 3  | Atirador | LLL      | Route    |          |          |
| Time da semana 1 | Topo     | FX       | Kiari     | Time da semana 2 | Topo     | FX       | Kiari    | Time da semana 3 | Topo     | PNG      | Wizer    |          |          |
| Time da semana 1 | Caçador  | FX       | Shini     | Time da semana 2 | Caçador  | ITZ      | Yampi    | Time da semana 3 | Caçador  | FX       | Shini    |          |          |
| Time da semana 1 | Meio     | FX       | Fuuu      | Time da semana 2 | Meio     | ITZ      | Dioge    | Time da semana 3 | Meio     | FX       | Fuuu     |          |          |
| Time da semana 1 | Atirador | ITZ      | NinjaKiwi | Time da semana 2 | Atirador | VKS      | Smiley   | Time da semana 3 | Atirador | LLL      | Route    |          |          |
| Time da semana 1 | Suporte  | ITZ      | Damage    | Time da semana 2 | Suporte  | VKS      | ProDelta | Time da semana 3 | Suporte  | PNG      | Kuri     |          |          |

| Semana 4         | Semana 4 | Semana 4 | Semana 4 |                  | Semana 5 | Semana 5 | Semana 5 | Semana 5         |          | Semana 6 | Semana 6 | Semana 6 | Semana 6 |
| Prêmio           | Rota     | Equipe   | Nome     | Prêmio           | Rota     | Equipe   | Nome     | Prêmio           | Rota     | Equipe   | Nome     |          |          |
| MVP da semana 4  | Topo     | PNG      | Wizer    | MVP da semana 5  | Suporte  | PNG      | Kuri     | MVP da semana 6  | Caçador  | KBM      | scary    |          |          |
| Time da semana 4 | Topo     | PNG      | Wizer    | Time da semana 5 | Topo     | PNG      | Wizer    | Time da semana 6 | Topo     | RED      | fNb      |          |          |
| Time da semana 4 | Caçador  | PNG      | Cariok   | Time da semana 5 | Caçador  | PNG      | Cariok   | Time da semana 6 | Caçador  | KBM      | scary    |          |          |
| Time da semana 4 | Meio     | LLL      | tinowns  | Time da semana 5 | Meio     | PNG      | dyNquedo | Time da semana 6 | Meio     | KBM      | Hauz     |          |          |
| Time da semana 4 | Atirador | LLL      | Route    | Time da semana 5 | Atirador | PNG      | TitaN    | Time da semana 6 | Atirador | PNG      | TitaN    |          |          |
| Time da semana 4 | Suporte  | PNG      | Kuri     | Time da semana 5 | Suporte  | PNG      | Kuri     | Time da semana 6 | Suporte  | RED      | frosty   |          |          |

| Semana 7         | Semana 7 | Semana 7 | Semana 7 |                  | Semana 8 | Semana 8 | Semana 8 | Semana 8 |
| Prêmio           | Rota     | Equipe   | Nome     | Prêmio           | Rota     | Equipe   | Nome     |          |
| MVP da semana 7  | Suporte  | VKS      | ProDelta | MVP da semana 8  | Atirador | VKS      | Smiley   |          |
| Time da semana 7 | Topo     | RED      | fNb      | Time da semana 8 | Topo     | PNG      | Wizer    |          |
| Time da semana 7 | Caçador  | FUR      | Wiz      | Time da semana 8 | Caçador  | PNG      | Cariok   |          |
| Time da semana 7 | Meio     | RED      | Grevthar | Time da semana 8 | Meio     | PNG      | dyNquedo |          |
| Time da semana 7 | Atirador | VKS      | Smiley   | Time da semana 8 | Atirador | VKS      | Smiley   |          |
| Time da semana 7 | Suporte  | VKS      | ProDelta | Time da semana 8 | Suporte  | VKS      | ProDelta |          |

#### Premiações finais
| Seleção do Primeiro Turno | Seleção do Primeiro Turno | Seleção do Primeiro Turno |              | Seleção da Segunda Etapa | Seleção da Segunda Etapa | Seleção da Segunda Etapa |
| Prêmio                    | Equipe                    | Nome                      | Prêmio       | Equipe                   | Nome                     |                          |
| MVP                       | MVP                       | MVP                       | MVP          | MVP                      | MVP                      |                          |
| Atirador                  | LLL                       | Route                     | Suporte      | VKS                      | ProDelta                 |                          |
| MVP por rota              | MVP por rota              | MVP por rota              | MVP por rota | MVP por rota             | MVP por rota             |                          |
| Topo                      | PNG                       | Wizer                     | Topo         | RED                      | fNb                      |                          |
| Caçador                   | VKS                       | Disamis                   | Caçador      | PNG                      | Cariok                   |                          |
| Meio                      | LLL                       | tinowns                   | Meio         | PNG                      | dyNquedo                 |                          |
| Atirador                  | LLL                       | Route                     | Atirador     | VKS                      | Smiley                   |                          |
| Suporte                   | PNG                       | Kuri                      | Suporte      | VKS                      | ProDelta                 |                          |

### Playoffs
Para o segundo split, a Riot Games fez uma pequena alteração no formato dos Playoffs. Nessa etapa, os perdedores da Rodada 2 da Chave Superior serão alocados na Chave Inferior conforme colocação final na Etapa Regular, onde a equipe com colocação melhor colocação, disputará em seguida a Rodada 3 da Chave Inferior.
Se classificaram para os Playoffs: Vivo Keyd Stars, paiN Gaming, RED Canids Kalunga, LOUD, FURIA e Fluxo. A Vivo Keyd Stars escolheu enfrentar o vencedor entre RED Canids e Fluxo. Os confrontos foram definidos previamente conforme regulamento:
|  |                                 |                                 |                                 |                                 |                                 |                                 |                           |                           |                           |                                 |                                 |                                 |                                 |  |  |  |  |  |  |  |              |              |              |
|  | Rodada 1 - Chave Superior       | Rodada 1 - Chave Superior       | Rodada 1 - Chave Superior       |                                 |                                 | Rodada 2 - Chave Superior       | Rodada 2 - Chave Superior | Rodada 2 - Chave Superior |                           |                                 | Final - Chave Superior          | Final - Chave Superior          | Final - Chave Superior          |  |  |  |  |  |  |  | Grande Final | Grande Final | Grande Final |
|  | Rodada 1 - Chave Superior       | Rodada 1 - Chave Superior       | Rodada 1 - Chave Superior       |                                 |                                 | Rodada 2 - Chave Superior       | Rodada 2 - Chave Superior | Rodada 2 - Chave Superior |                           |                                 | Final - Chave Superior          | Final - Chave Superior          | Final - Chave Superior          |  |  |  |  |  |  |  | Grande Final | Grande Final | Grande Final |
|  |                                 |                                 |                                 | Série 3A - 10 de agosto de 2024 |                                 |                                 |                           |                           |                           |                                 |                                 |                                 |                                 |  |  |  |  |  |  |  |              |              |              |
|  |                                 |                                 |                                 |                                 |                                 |                                 |                           |                           |                           |                                 |                                 |                                 |                                 |  |  |  |  |  |  |  |              |              |              |
|  | Série 1A - 3 de agosto de 2024  | Série 1A - 3 de agosto de 2024  | Série 1A - 3 de agosto de 2024  | 2º                              | paiN Gaming                     | 3                               |                           |                           |                           |                                 |                                 |                                 |                                 |  |  |  |  |  |  |  |              |              |              |
|  | Série 1A - 3 de agosto de 2024  | Série 1A - 3 de agosto de 2024  | Série 1A - 3 de agosto de 2024  | 2º                              | paiN Gaming                     | 3                               |                           |                           |                           |                                 |                                 |                                 |                                 |  |  |  |  |  |  |  |              |              |              |
|  | 4º                              | LOUD                            | 3                               |                                 |                                 | V1A                             | LOUD                      | 0                         |                           |                                 | Série 5A - 18 de agosto de 2024 | Série 5A - 18 de agosto de 2024 | Série 5A - 18 de agosto de 2024 |  |  |  |  |  |  |  |              |              |              |
|  | 4º                              | LOUD                            | 3                               |                                 |                                 | V1A                             | LOUD                      | 0                         |                           |                                 | Série 5A - 18 de agosto de 2024 | Série 5A - 18 de agosto de 2024 | Série 5A - 18 de agosto de 2024 |  |  |  |  |  |  |  |              |              |              |
|  | 5º                              | FURIA                           | 2                               |                                 |                                 |                                 |                           |                           | V3A                       | paiN Gaming                     | 3                               |                                 |                                 |  |  |  |  |  |  |  |              |              |              |
|  | 5º                              | FURIA                           | 2                               |                                 |                                 |                                 |                           |                           | V3A                       | paiN Gaming                     | 3                               |                                 |                                 |  |  |  |  |  |  |  |              |              |              |
|  |                                 |                                 |                                 | Série 4A - 11 de agosto de 2024 | Série 4A - 11 de agosto de 2024 | Série 4A - 11 de agosto de 2024 |                           |                           | V4A                       | Vivo Keyd Stars                 | 1                               |                                 |                                 |  |  |  |  |  |  |  |              |              |              |
|  |                                 |                                 |                                 | Série 4A - 11 de agosto de 2024 | Série 4A - 11 de agosto de 2024 | Série 4A - 11 de agosto de 2024 |                           |                           | V4A                       | Vivo Keyd Stars                 | 1                               |                                 |                                 |  |  |  |  |  |  |  |              |              |              |
|  | Série 2A - 4 de agosto de 2024  | Série 2A - 4 de agosto de 2024  | Série 2A - 4 de agosto de 2024  | 1º                              | Vivo Keyd Stars                 | 3                               |                           |                           |                           |                                 |                                 |                                 |                                 |  |  |  |  |  |  |  |              |              |              |
|  | Série 2A - 4 de agosto de 2024  | Série 2A - 4 de agosto de 2024  | Série 2A - 4 de agosto de 2024  | 1º                              | Vivo Keyd Stars                 | 3                               |                           |                           |                           |                                 |                                 |                                 |                                 |  |  |  |  |  |  |  |              |              |              |
|  | 3º                              | RED Canids                      | 3                               |                                 |                                 | V2A                             | RED Canids                | 1                         |                           |                                 |                                 |                                 |                                 |  |  |  |  |  |  |  |              |              |              |
|  | 3º                              | RED Canids                      | 3                               |                                 | 7 de setembro de 2024           | V2A                             | RED Canids                | 1                         |                           |                                 |                                 |                                 |                                 |  |  |  |  |  |  |  |              |              |              |
|  | 6º                              | Fluxo                           | 0                               |                                 |                                 |                                 |                           |                           |                           |                                 |                                 |                                 |                                 |  |  |  |  |  |  |  |              |              |              |
|  | 6º                              | Fluxo                           | 0                               |                                 |                                 | V5A                             | paiN Gaming               | 3                         |                           |                                 |                                 |                                 |                                 |  |  |  |  |  |  |  |              |              |              |
|  |                                 |                                 |                                 |                                 |                                 |                                 |                           |                           |                           |                                 |                                 |                                 |                                 |  |  |  |  |  |  |  |              |              |              |
|  |                                 |                                 | V4B                             | Vivo Keyd Stars                 | 1                               |                                 |                           |                           |                           |                                 |                                 |                                 |                                 |  |  |  |  |  |  |  |              |              |              |
|  |                                 |                                 |                                 | Vivo Keyd Stars                 | 1                               |                                 |                           |                           |                           |                                 |                                 |                                 |                                 |  |  |  |  |  |  |  |              |              |              |
|  | Rodada 1 - Chave Inferior       | Rodada 1 - Chave Inferior       | Rodada 1 - Chave Inferior       | Rodada 2 - Chave Inferior       | Rodada 2 - Chave Inferior       | Rodada 2 - Chave Inferior       | Rodada 3 - Chave Inferior | Rodada 3 - Chave Inferior | Rodada 3 - Chave Inferior | Final - Chave Inferior          | Final - Chave Inferior          | Final - Chave Inferior          |                                 |  |  |  |  |  |  |  |              |              |              |
|  | Rodada 1 - Chave Inferior       | Rodada 1 - Chave Inferior       | Rodada 1 - Chave Inferior       | Rodada 2 - Chave Inferior       | Rodada 2 - Chave Inferior       | Rodada 2 - Chave Inferior       | Rodada 3 - Chave Inferior | Rodada 3 - Chave Inferior | Rodada 3 - Chave Inferior | Final - Chave Inferior          | Final - Chave Inferior          | Final - Chave Inferior          |                                 |  |  |  |  |  |  |  |              |              |              |
|  |                                 |                                 |                                 |                                 |                                 |                                 |                           |                           |                           | Série 4B - 24 de agosto de 2024 |                                 |                                 |                                 |  |  |  |  |  |  |  |              |              |              |
|  |                                 |                                 |                                 |                                 |                                 |                                 |                           |                           |                           |                                 |                                 |                                 |                                 |  |  |  |  |  |  |  |              |              |              |
|  | Série 3B - 23 de agosto de 2024 | Série 3B - 23 de agosto de 2024 | Série 3B - 23 de agosto de 2024 | P5A                             | Vivo Keyd Stars                 | 3                               |                           |                           |                           |                                 |                                 |                                 |                                 |  |  |  |  |  |  |  |              |              |              |
|  | Série 3B - 23 de agosto de 2024 | Série 3B - 23 de agosto de 2024 | Série 3B - 23 de agosto de 2024 | P5A                             | Vivo Keyd Stars                 | 3                               |                           |                           |                           |                                 |                                 |                                 |                                 |  |  |  |  |  |  |  |              |              |              |
|  | Série 2B - 17 de agosto de 2024 | Série 2B - 17 de agosto de 2024 | Série 2B - 17 de agosto de 2024 | PR2↑                            | RED Canids                      | 3                               |                           |                           | V3B                       | RED Canids                      | 2                               |                                 |                                 |  |  |  |  |  |  |  |              |              |              |
|  | Série 2B - 17 de agosto de 2024 | Série 2B - 17 de agosto de 2024 | Série 2B - 17 de agosto de 2024 | PR2↑                            | RED Canids                      | 3                               |                           |                           | V3B                       | RED Canids                      | 2                               |                                 |                                 |  |  |  |  |  |  |  |              |              |              |
|  | Série 1B - 9 de agosto de 2024  | Série 1B - 9 de agosto de 2024  | Série 1B - 9 de agosto de 2024  | PR2↓                            | LOUD                            | 3                               |                           |                           | V2B                       | LOUD                            | 0                               |                                 |                                 |  |  |  |  |  |  |  |              |              |              |
|  | Série 1B - 9 de agosto de 2024  | Série 1B - 9 de agosto de 2024  | Série 1B - 9 de agosto de 2024  | PR2↓                            | LOUD                            | 3                               |                           |                           | V2B                       | LOUD                            | 0                               |                                 |                                 |  |  |  |  |  |  |  |              |              |              |
|  | P1A                             | FURIA                           | 3                               |                                 |                                 | V1B                             | FURIA                     | 2                         |                           |                                 |                                 |                                 |                                 |  |  |  |  |  |  |  |              |              |              |
|  | P1A                             | FURIA                           | 3                               |                                 |                                 | V1B                             | FURIA                     | 2                         |                           |                                 |                                 |                                 |                                 |  |  |  |  |  |  |  |              |              |              |
|  | P2A                             | Fluxo                           | 2                               |                                 |                                 |                                 |                           |                           |                           |                                 |                                 |                                 |                                 |  |  |  |  |  |  |  |              |              |              |
|  | P2A                             | Fluxo                           | 2                               |                                 |                                 |                                 |                           |                           |                           |                                 |                                 |                                 |                                 |  |  |  |  |  |  |  |              |              |              |

| CBLOL 2024-2                           |
| -------------------------------------- |
| paiN Gaming Tetracampeões (4.º título) |

### Ranking
| Colocação | Equipe          | Qualificação | Campanha      | Premiação (BRL) |
| --------- | --------------- | ------------ | ------------- | --------------- |
| 1º        | paiN Gaming     | Worlds 2024  | Playoffs      | R$115.000,00    |
| 2º        | Vivo Keyd Stars |              | Playoffs      | R$85.000,00     |
| 3º        | RED Canids      |              | Playoffs      | R$60.000,00     |
| 4º        | LOUD            |              | Playoffs      | R$50.000,00     |
| 5º        | FURIA           |              | Playoffs      | R$37.500,00     |
| 6º        | Fluxo           |              | Playoffs      | R$30.000,00     |
| 7º        | KaBuM! Esports  |              | Etapa Regular | R$25.000,00     |
| 8º        | INTZ            |              | Etapa Regular | R$20.000,00     |
| 9º        | Liberty         |              | Etapa Regular | R$15.000,00     |
| 10º       | LOS             |              | Etapa Regular | R$10.000,00     |